# Conrad Anker

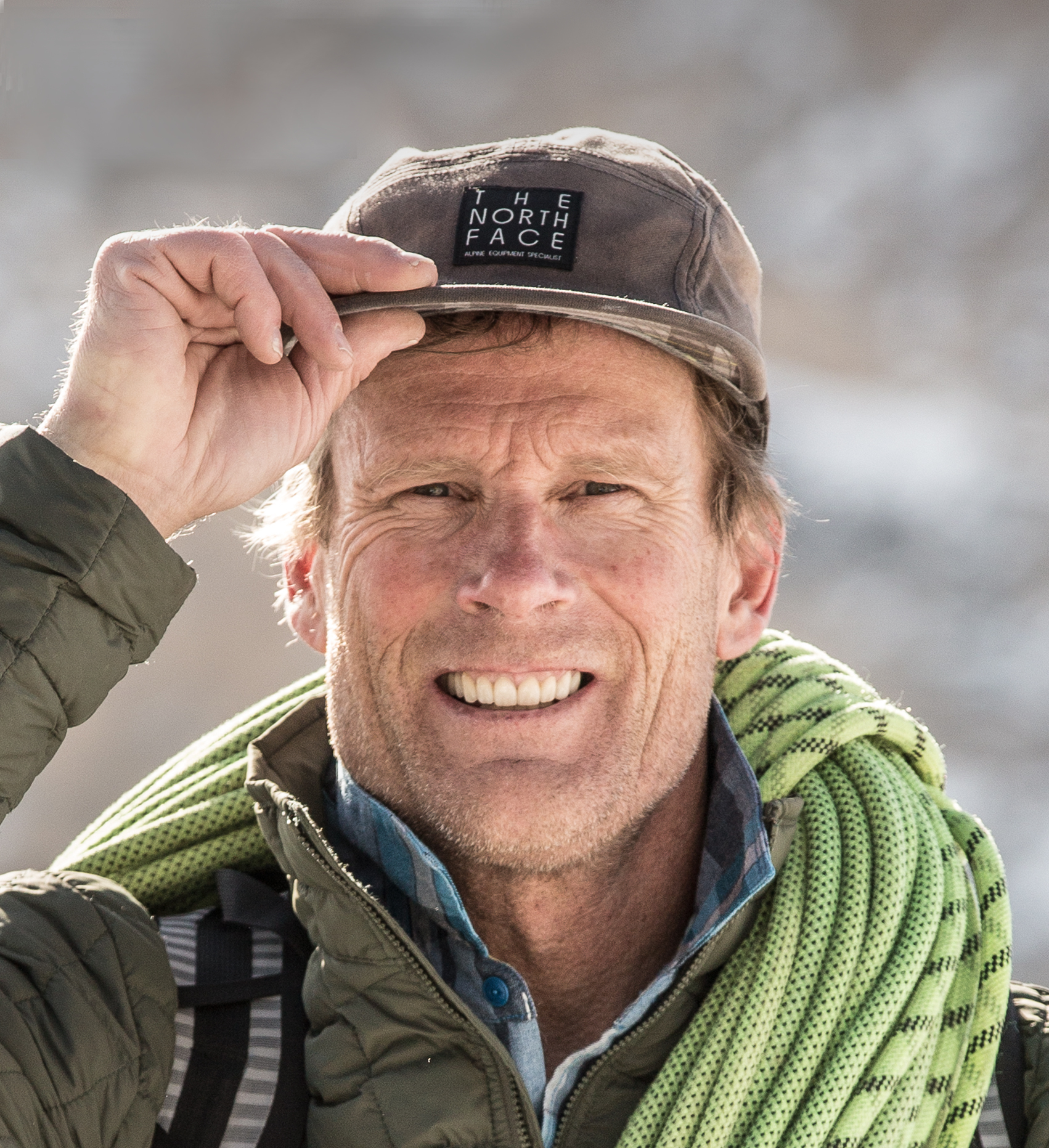
Conrad Anker

Conrad Anker (* 27. November 1962) ist ein US-amerikanischer Felskletterer, Bergsteiger und Autor, der hauptsächlich im Himalaya und in Antarktika aktiv ist. 1999 war Conrad Anker ein Schlüsselmitglied des Suchteams, das die Leiche des britischen Bergsteigers George Mallory hoch in der Nordwand des Mount Everest fand. Anker ist derjenige Bergsteiger, der Mallorys Körper in einem Geröllfeld auf 8150 Metern Höhe in der riesigen Nordwand des Everest entdeckte. Anker lebt in Bozeman, Montana.
2016 erlitt Anker beim Versuch, zusammen mit David Lama den Lunag Ri als Erste zu besteigen, einen Herzinfarkt.

## Besteigungen und Expeditionen von Bedeutung
- 1987 Südostwand des Gurney Peak, Kichatna Mountains, Alaska Range, Alaska, USA. Erstbesteigung zusammen mit Seth 'S.T.' Shaw, Robert Ingle und James Garrett; Gipfel erreicht am 8. Mai 1987.[4]
- 1989 Nordwestwand des Mount Hunter, Alaska Range, Alaska, USA. Erstbesteigung zusammen mit Seth 'S.T.' Shaw, Gipfel am 3. Juli 1989.[5]
- 1990 Rodeo Queen, Streaked Wall, Zion National Park, Erstbesteigung zusammen mit Mugs Stump[6]
- 1992 East Buttress (Ostspitze) des Middle Triple Peak, Kichatna Mountains, Alaska, USA, zweite Besteigung zusammen mit Seth Shaw[7]
- 1992 Shunes Buttress, Red Arch Mountain, Zion, USA, erster Schnellanstieg mit Dave Jones[8]
- 1994 Badlands (YDS VI 5.10 A3 WI4+, 1000m), Südostwand, Torre Egger, Patagonien. Conrad Anker, Jay Smith und Steve Gerberding (USA), Erstbesteigung am 12. Dezember 1994.[9]
- 1997 Nordwestwand (V 5.8, 2100m) des Peak Loretan, Ellsworth Mountains, Antarktika (Solo) am 15.–16. Januar 1997[10]
- 1997 Rakekniven, Queen Maud Land, Antarktika, Erstbesteigung mit Alex Lowe und Jon Krakauer. Dargestellt im Hauptartikel der Ausgabe Februar 1998 des National Geographic Magazines.[11]
- 1997 Tsering Mosong, Latok II, Karakorum, Erstbesteigung mit Alexander Huber, Thomas Huber und Toni Gutsch[12]
- 1997 Continental Drift, El Capitan, Yosemite, Kalifornien, USA, FA mit Steve Gerberding und Kevin Thaw[13]
- 1999 Mallory and Irvine Research Expedition, Mount Everest, Tibet
- 1999 Shishapangma, Amerikanische Ski-Expedition, Tibet. Anker überlebt eine massive Lawine, in der sein Kletterpartner Alex Lowe und der Kameramann David Bridges ums Leben kommen. Bericht in der PBS-Serie NOVA im Februar 2003
- 2002 National Geographic Expedition zu den Kalbgründen der Tibetischen Chiru-Antilope. Das Team, bestehend aus Anker, Galen Rowell, Rick Ridgeway und Jimmy Chin, legte zu Fuß 400 Kilometer auf dem unbewohnten Changthang Plateau zurück und bestieg einen Siebentausender, den sie mit Chiru Mustagh benannten.[14]
- 2005 Südwestgrat des Cholatse, Khumbu, Nepal – Gipfel zusammen mit Kevin Thaw, Kris Erickson, John Griber und Abby Watkins am 12. Mai 2005.[15]
- 2007 Leads Altitude Everest Expedition 2007, der sich auch Leo Houlding, Jimmy Chin und Kevin Thaw anschlossen, um den letzten Schritten Mallorys auf dem Everest zu folgen.
- 2011 Shark's Fin, Meru Peak, FA mit Jimmy Chin und Renan Ozturk[16]
- 2016 erlitt Anker beim Versuch der Erstbesteigung des Lunag Ri einen Herzinfarkt.[17]

Anker erstieg auch wichtige Routen im Yosemite Valley (Kalifornien), Zion National Park (Utah), auf der Baffininsel (Kanada), und im Ellsworthgebirge in Antarktika.

## Veröffentlichungen
- Conrad Anker: Gumbies on Gurney. In: American Alpine Journal 1988. Band 30, Nr. 62. American Alpine Club, NYC, NY, USA 1988, S. 69–75.
- Conrad Anker: Hunter's Northwest Face. In: American Alpine Journal 1990. Band 42, Nr. 64. American Alpine Club, NYC, NY, USA 1990, S. 36–38.
- Conrad Anker: With You in Spirit. In: American Alpine Journal 1998. Band 40, Nr. 72. American Alpine Club, Golden, CO, USA 1998, S. 140–145.
- Conrad Anker, David Roberts: The Lost Explorer: Finding Mallory on Mt. Everest. Simon and Schuster / Touchstone, New York, NY, USA 2001, ISBN 0-684-87151-3.

## Filme
- Shackleton's Antarctic Adventure (2001).
- Light of the Himalaya (2006). Dokumentation, Regie: Michael Brown.
- The Endless Knot (2007), Dokumentation. Regie: Michael Brown.
- The Wildest Dream (2010), Dokumentation. Regie: Anthony Geffen.
- Meru (2015), Dokumentation über die Besteigung des Meru Peak.